# TRESemmé
TRESemmé là một thương hiệu sản phẩm chăm sóc tóc của Mỹ do Công ty Sản xuất Godefroy cho ra mắt lần đầu tiên vào năm 1947 tại Manhattan, Thành phố New York, New York, Hoa Kỳ. Thương hiệu được đặt theo tên của chuyên gia chăm sóc tóc nổi tiếng Edna L. Emme. Tên thương hiệu là phiên âm của từ "yêu dấu" (tiếng Pháp: très-aimé) bao gồm họ của tên trùng.
Dòng sản phẩm TRESemmé ban đầu chỉ được bán trên thị trường cho các thẩm mỹ viện. Thương hiệu TRESemmé được mua lại bởi Alberto-Culver vào năm 1968, và sau đó được Unilever mua lại vào năm 2010.

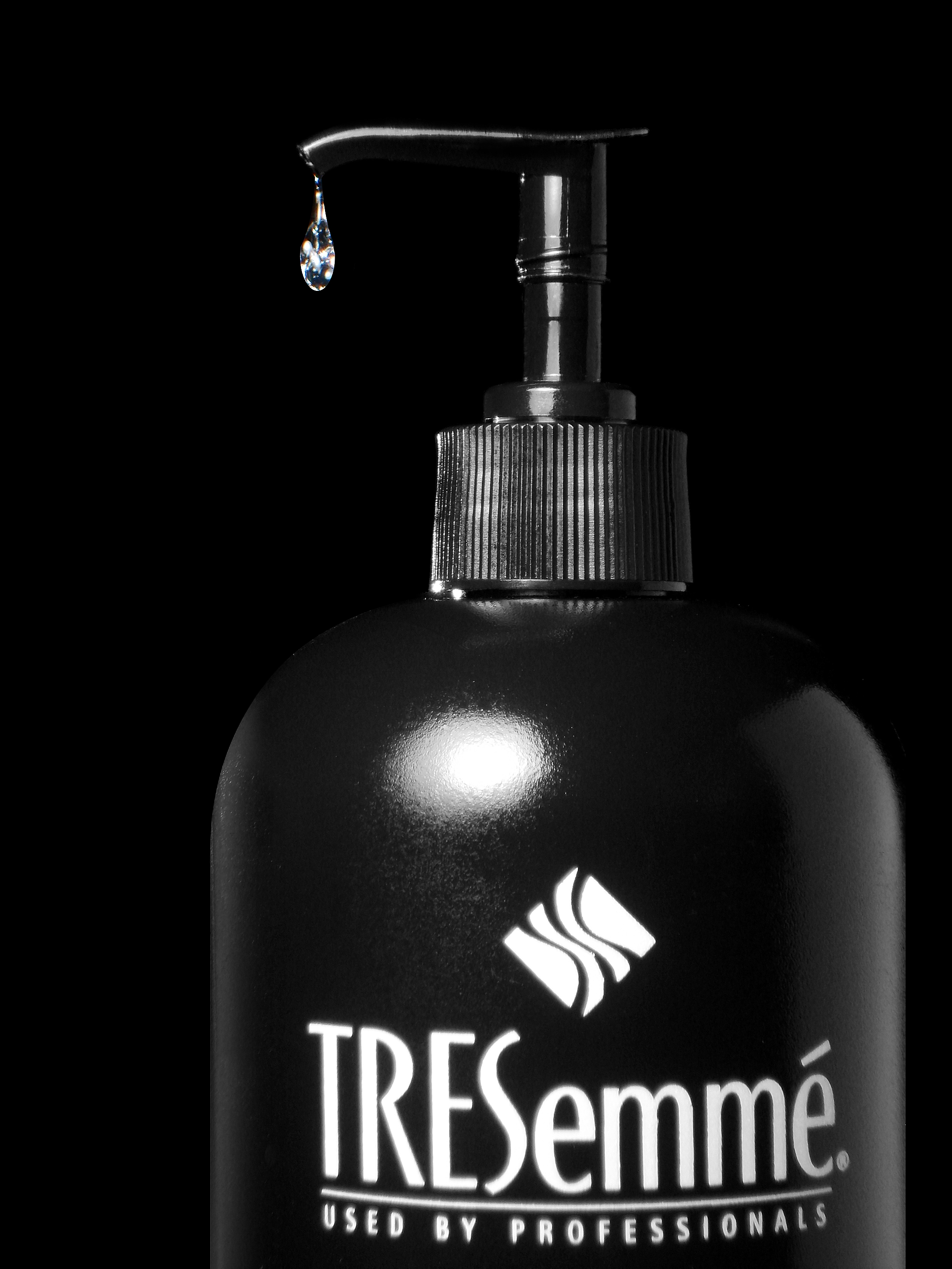
Một chai dầu gội TRESemmé

## Lịch sử
Thương hiệu TRESemmé được Godefroy Manufacturing cho ra mắt vào năm 1947, và được Alberto-Culver mua lại vào năm 1968, một nhà sản xuất mỹ phẩm dưỡng da và tóc. Mục đích ban đầu là chỉ phân phối các sản phẩm thương hiệu tại thẩm mỹ viện; tuy nhiên, khi dòng sản phẩm trở nên phổ biến hơn, nó đã được tiếp thị cho siêu thị và hiệu thuốc.
Năm 2010, Alberto-Culver được Unilever, một công ty hàng tiêu dùng đa quốc gia Anglo - Hà Lan mua lại. Khi đó, dòng sản phẩm được phát triển hơn nữa và nhiều sản phẩm được bổ sung.

## Phạm vi sản phẩm
TRESemmé tạo ra các công thức phù hợp cho từng loại tóc khác nhau. Sản phẩm TRESemmé bao gồm: dầu gội & dầu xả, dầu gội khô, keo bọt vuốt tóc, gel, gôm xịt tóc, kem và sữa, và xịt tạo kiểu tóc. Sản phẩm TRESemmé của được sử dụng trong các hiệu tóc trên khắp Hoa Kỳ, Canada, Vương quốc Anh và châu Á, đặc biệt là liệu pháp sửa chữa tóc khỏi tác hại của nhiệt gây ra bởi máy ép tóc và máy sấy tóc.
Tính đến 2014, một công cụ phần mềm có tên "PROfiler" trên trang web TRESemmé đã cho phép người tiêu dùng tìm được sản phẩm phù hợp với tóc của họ. Tính đến 2018, công cụ này không còn nữa.

## Quảng cáo
Thương hiệu đã chi khoảng 17 triệu đô la Mỹ cho quảng cáo vào năm 2004. Tính đến  năm 2006, các chiến dịch quảng cáo bao gồm một quảng cáo thông điệp "Chuyên nghiệp, Giá cả phải chăng".

## Tranh cãi phân biệt chủng tộc ở Nam Phi
Vào tháng 8 năm 2020, TRESemmé bị buộc tội phân biệt chủng tộc khi chiến dịch tiếp thị tại chuỗi bán lẻ Nam Phi Clicks chạy một quảng cáo hiển thị dòng chữ "đần độn và uốn xoăn" và "khô ráo và hư hỏng" dưới chân dung người mẫu da đen trong khi "khỏe mạnh và suôn thẳng" và "bình thường" xuất hiện dưới một người mẫu da trắng. Sau một cuộc bạo động trên khắp Nam Phi chống lại Clicks và TRESemmé, hành động phản đối, gây thiệt hại cho vài cửa hàng Clicks của thành viên thuộc đảng chính trị Nam Phi "Chống lại tự do kinh tế" (EFF). Bộ trưởng Bộ Phát triển Doanh nghiệp Nhỏ Khumbudzo Ntshavheni  kêu gọi xóa tất cả các sản phẩm TRESemmé. Clicks đã đưa ra lời xin lỗi, tạm thời đóng cửa một số cửa hàng, đình chỉ nhân viên chịu trách nhiệm phê duyệt quảng cáo, rút tất cả các sản phẩm TRESemmé và cam kết lấp đầy khoảng trống với các thương hiệu chăm sóc tóc có nguồn gốc địa phương.
Các chuỗi bán lẻ quốc gia Shoprite / Checkers, Pick n Pay, Makro, Dis-Chem và Woolworths cũng thông báo ý định loại bỏ tất cả các sản phẩm TRESemmé khỏi kệ hàng của họ. Vào ngày 10 tháng 9, EFF đã đưa ra một tuyên bố chung với Unilever Nam Phi trên Twitter, tại đây thông báo quyết định của Unilever loại bỏ tất cả các sản phẩm TRESemmé khỏi tất cả cửa hàng bán lẻ trong 10 ngày như sự hối lỗi, tiến hành một cuộc điều tra nội bộ về chiến dịch và đưa ra hình thức kỷ luật hành động đối với những người liên quan. Tuyên bố cũng nói rằng giám đốc tham gia vào chiến dịch đã rời khỏi công ty và đất nước.
Mục đích đằng sau quảng cáo gây tổn hại không được mọi người xem là có chủ đích độc hại và cả Clicks lẫn TRESemmé đều không xem ý định chủng tộc là cố ý. TRESemmé đã đưa ra lời xin lỗi vào tháng 9 năm 2020, nói rằng "chiến dịch đề ra để tôn vinh vẻ đẹp của tất cả các loại tóc và phạm vi liệu pháp mà TRESemmé cung cấp" và rằng "chúng tôi đã sai". Bình luận về vụ tranh cãi, nghệ sĩ truyền hình da đen Somizi Mhlongo nói rằng có thể có một số sự thật trong quảng cáo TRESemmé, lưu ý rằng "Tóc mà họ cho thấy là mái tóc trông giống như những gì diễn ra khi chúng ta xõa bung tóc. Tóc tôi bây giờ không được tự nhiên, có hóa chất, hư tổn."

## Tuần lễ thời trang Mercedes-Benz New York
TRESemmé là nhà tài trợ chăm sóc tóc chính thức của Tuần lễ thời trang Mercedes-Benz 2014 tại New York vào tháng 2, từ năm 2006.
TRESemmé đã thành lập một đội tên là "Người nội bộ sàn diễn" bao gồm người mẫu Mỹ và DJ Harley Viera-Newton.

## Giải thưởng
Các giải thưởng mà thương hiệu TRESemmé giành được bao gồm:
- Giải thưởng Sắc đẹp Cosmopolitan 2010 [24]
- Allure Best of Beauty Award 2010 [25]
- Giải thưởng Sắc đẹp Cosmopolitan 2011 [26]
- Giải thưởng Sắc đẹp Elle năm 2011 [26]
- Allure sự lựa chọn đột phá của độc giả năm 2011 [27]